# Moisés da Costa Amaral
Moisés da Costa Amaral (Fahinihan, distrito de Manufahi, 19 de Maio de 1938 – 22 de Fevereiro de 1989) foi um líder timorense e Presidente da União Democrática Timorense.
Nascido durante o domínio português do território, foi um líder timorense. Atuou como peticionário de Timor-Leste nas Nações Unidas. Desde 1975 até à data do seu falecimento, foi o Presidente da UDT (União Democrática Timorense) no exterior.
Moisés da Costa Amaral foi casado e teve um filho.